# Discípulo (Cristianismo)

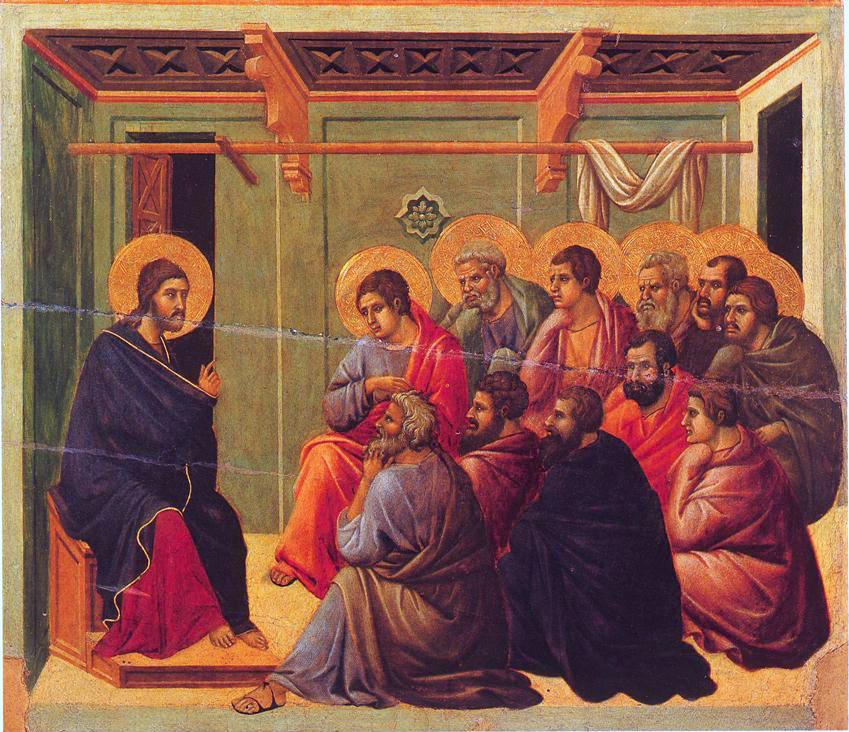
Jesus dando o Discurso de Despedida (João: 14–17) aos seus discípulos, após a Última Ceia, da obra Maestà de Duccio, 1308–1311

No Cristianismo, um discípulo é um seguidor dedicado de Jesus. Este termo é encontrado no Novo Testamento apenas nos Evangelhos e em Atos. No mundo antigo, um discípulo era um seguidor ou aderente de um professor. Discipulado não é o mesmo que ser um estudante no sentido moderno. Um discípulo no mundo bíblico antigo ativamente imitava tanto a vida quanto os ensinamentos do mestre. Era um aprendizado deliberado que tornava o discípulo completamente formado uma cópia viva do mestre.
O Novo Testamento registra muitos seguidores de Jesus durante seu ministério. Alguns discípulos receberam uma missão, como a Pequena Comissão, a comissão dos setenta no Evangelho de Lucas, a Grande Comissão após a ressurreição de Jesus, ou a conversão de Paulo, tornando-os apóstolos, encarregados de proclamar o evangelho (as Boas Novas) ao mundo. Jesus enfatizou que ser seus discípulos teria um custo.

## Contexto do termo
O termo "discípulo" representa a palavra do Grego Koiné mathētḗs (μαθητής), que geralmente significa "aquele que se engaja no aprendizado por meio de instrução de outro, aluno, aprendiz" ou, em contextos religiosos, como a Bíblia, "aquele que está constantemente associado a alguém que tem uma reputação pedagógica ou um conjunto particular de crenças, discípulo, adepto."
Um discípulo é diferente de um apóstolo, que significa mensageiro, mais especificamente "mensageiros com status extraordinário, especialmente o mensageiro de Deus, enviado." No entanto, predominantemente no Novo Testamento, o termo é usado para "um grupo de crentes altamente honrados com uma função especial como enviados de Deus." Enquanto um discípulo é alguém que aprende e se torna aprendiz de um professor ou rabino, um apóstolo é alguém enviado como missionário para proclamar as boas novas e estabelecer novas comunidades de crentes.
O significado da palavra "discípulo" não é derivado primariamente de sua etimologia, mas sim de seu uso generalizado no mundo antigo. Discípulos são encontrados no mundo fora da Bíblia. Por exemplo, entre os antigos filósofos gregos, os discípulos aprendiam imitando todo o modo de vida do professor e não apenas decorando as palavras faladas pelo mestre.
O filósofo do primeiro século, Sêneca, apela para a "voz viva e a intimidade da vida em comum" na relação discípulo–professor de muitos filósofos diferentes:
Cleantes não poderia ter sido a imagem expressa de Zenão, se ele apenas tivesse ouvido suas palestras; ele também participou de sua vida, conheceu seus propósitos ocultos e o observou para ver se vivia de acordo com suas próprias regras. Platão, Aristóteles, e toda a multidão de sábios que estavam destinados a seguir cada um seu caminho diferente, derivaram mais benefícios do caráter do que das palavras de Sócrates.
No mundo da Bíblia, um discípulo era uma pessoa que seguia um professor, ou rabino, ou mestre, ou filósofo. O discípulo desejava aprender não apenas os ensinamentos do rabino, mas também imitar os detalhes práticos de sua vida. Um discípulo não apenas assistia a palestras ou lia livros, mas era obrigado a interagir e imitar uma pessoa real e viva. Um discípulo literalmente seguia alguém com a esperança de eventualmente se tornar o que essa pessoa era.
Um discípulo cristão é um crente que segue Cristo e depois oferece sua própria imitação de Cristo como modelo para que outros sigam (1 Coríntios 11:1). Um discípulo é primeiramente um crente que exerceu fé (Atos 2:38; veja também Novo nascimento (Catolicismo)) Isso significa que ele experimentou a conversão, colocou Jesus no centro de sua vida e participou dos ritos de iniciação cristã. Um discípulo plenamente desenvolvido também é um líder de outros que tenta transmitir essa fé a seus seguidores, com o objetivo de repetir esse processo (1 Coríntios 4:16–17; 2 Timóteo 2:2).

## Grande multidão e os setenta
Além dos Doze Apóstolos, há um grupo muito maior de pessoas identificadas como discípulos no início da passagem do Sermão da Planície. Além disso, setenta (ou setenta e dois, dependendo da fonte) pessoas são enviadas aos pares para preparar o caminho para Jesus (Lucas 10). Eles são, por vezes, referidos como os "Setenta" ou os "Setenta Discípulos". Eles devem aceitar qualquer alimento oferecido, curar os doentes e espalhar a palavra de que o Reino de Deus está próximo.

## Indesejáveis
Jesus praticava a comunhão aberta à mesa, escandalizando seus críticos ao jantar com pecadores, cobradores de impostos e mulheres.

### Pecadores e cobradores de impostos
Os evangelhos usam o termo "pecadores e cobradores de impostos" para descrever com quem ele se relacionava. Os Pecadores eram judeus que violavam as regras de pureza ou, de forma mais geral, qualquer um dos 613 mandamentos, ou possivelmente gentios que violavam a Lei de Noé, embora a halachá ainda estivesse em disputa no século I, ver também Hillel e Shamai e a Controvérsia sobre a circuncisão no cristianismo primitivo. Os cobradores de impostos lucravam com o sistema econômico romano que os romanos impuseram na Província da Judeia, o que estava desalojando os galileus de sua própria terra, confiscando terras familiares e vendendo-as a proprietários ausentes. Na cultura de honra da época, tal comportamento ia contra o senso comum social.

### Samaritanos
Os samaritanos, posicionados entre a Galileia de Jesus e a Judeia de Jerusalém, eram mutuamente hostis aos judeus. Em Lucas e João, Jesus estende seu ministério aos samaritanos.

### Mulheres que seguiam Jesus
Em Lucas (10:38–42), Maria, irmã de Lázaro, é contrastada com sua irmã Marta, que estava "ocupada com muitas coisas" enquanto Jesus era seu convidado, enquanto Maria havia escolhido "a melhor parte", que era ouvir o discurso do mestre. João a identifica como "aquela que havia ungido o Senhor com óleo perfumado e secado seus pés com os cabelos" (11:2). Em Lucas, uma "pecadora" não identificada na casa de um fariseu unge os pés de Jesus.
Lucas menciona várias pessoas que acompanhavam Jesus e os doze. Entre elas, ele nomeia três mulheres: "Maria, chamada Madalena, ... e Joana, esposa do administrador de Herodes, Cusa, e Susana, e muitas outras, que lhes serviam com seus bens" (Lucas 8:2–3). Maria Madalena e Joana estão entre as mulheres que foram preparar o corpo de Jesus no relato da ressurreição de Lucas, e que mais tarde contaram aos apóstolos e outros discípulos sobre o túmulo vazio e as palavras dos "dois homens com vestes resplandecentes". Maria Madalena é a mais conhecida das discípulas fora dos Doze. Mais é escrito sobre ela nos evangelhos do que sobre outras seguidoras femininas. Há também um vasto corpo de lendas e literatura sobre ela.
Outros escritores dos evangelhos divergem quanto a quais mulheres testemunharam a crucificação e a ressurreição. Marcos inclui Maria, mãe de Tiago e Salomé (não confundida com Salomé, a filha de Herodias) na crucificação, e Salomé no túmulo. João inclui Maria, esposa de Cléofas na crucificação.
Tabita (Dorcas) é a única seguidora de Jesus nomeada no Novo Testamento e explicitamente chamada de discípula.

### Cléofas e companheiro no caminho de Emaús

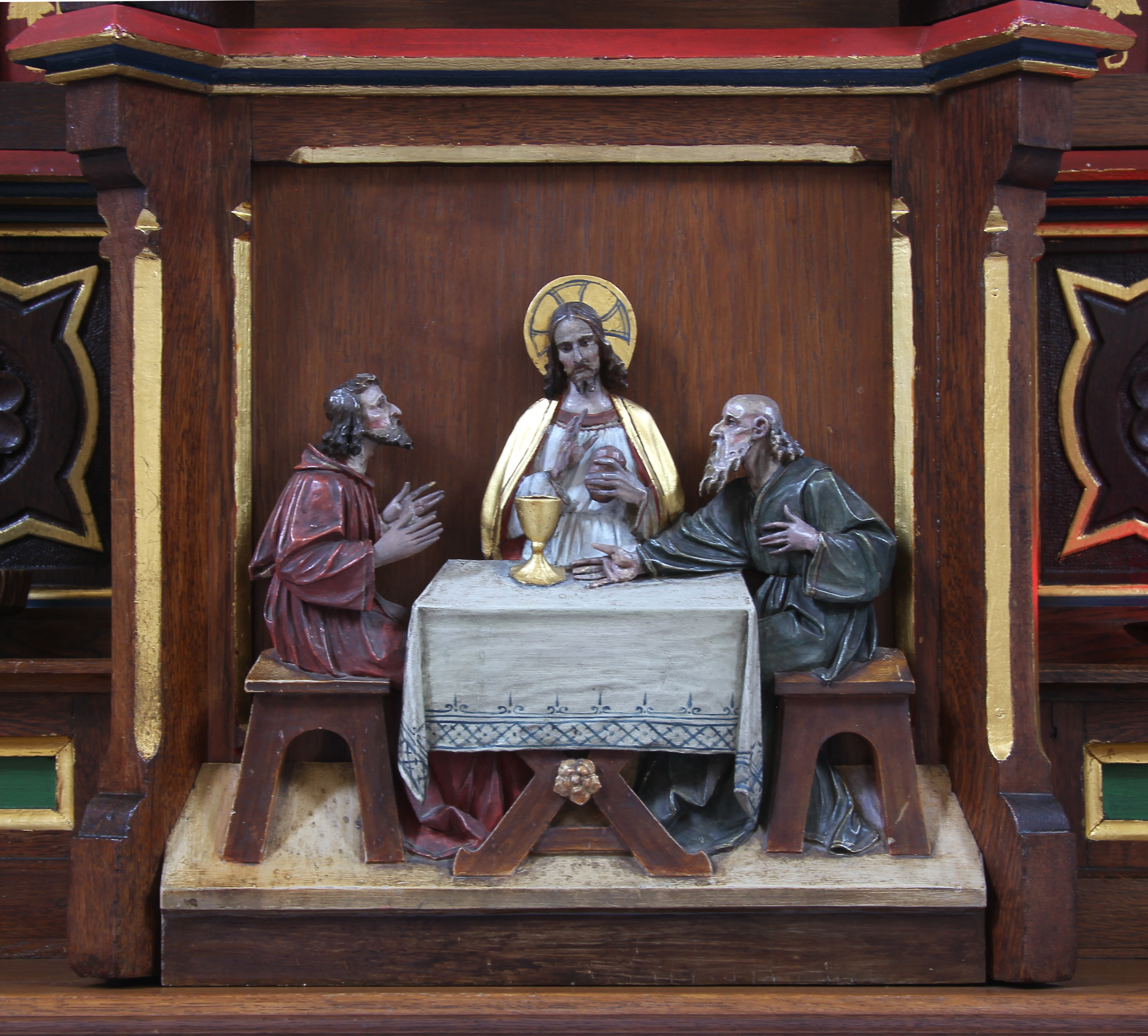
Jesus com dois discípulos em Emaús

Em Lucas, Cléofas é um dos dois discípulos a quem o Senhor ressuscitado aparece em Emaús (Lucas 24:18). Cléofas e um discípulo não identificado de Jesus estão caminhando de Jerusalém para Emaús no dia da ressurreição de Jesus. Cléofas e seu amigo discutem os eventos dos últimos dias quando um estranho pergunta sobre o que eles falavam. O estranho é convidado a se juntar a Cléofas e seu amigo para a refeição da noite. Lá, o estranho é revelado, ao abençoar e partir o pão, como o Jesus ressuscitado antes de desaparecer. Cléofas e seu amigo apressam-se a Jerusalém para levar a notícia aos outros discípulos, descobrindo que Jesus também havia aparecido lá e apareceria novamente. O incidente não tem paralelo em Mateus, Marcos ou João.

## Discipulado

### "Amar uns aos outros"
Uma definição de discípulo é sugerida pelo exemplo autorreferencial de Jesus no Evangelho de João 13:34–35: "Eu lhes dou um novo mandamento: amem-se uns aos outros. Assim como eu os amei, vocês também devem amar-se uns aos outros. Por isso todos saberão que vocês são meus discípulos, se vocês se amarem uns aos outros." (NRSV).  Outra definição de discipulado por Jesus pode ser encontrada no Evangelho de Lucas, capítulo 14. Começando com uma armadilha montada por seus adversários sobre a observância do Sábado judeu, Jesus aproveita a oportunidade para destacar os problemas com a religiosidade de seus adversários em contraste com seus ensinamentos, usando comparações chocantes entre as aparentes realidades sociopolíticas e socioeconômicas e o significado de ser seu discípulo.

### "Sejam transformados"
Os evangelhos canônicos, Atos dos Apóstolos e as Epístolas Paulinas incentivam os discípulos a serem imitadores de Jesus Cristo ou de Deus. Ser imitador requer obediência exemplificada por um comportamento moral. Com essa base bíblica, a teologia cristã ensina que o discipulado implica uma transformação de outra cosmovisão e prática de vida para a de Jesus Cristo, e assim, pela teologia trinitária, para a de Deus.
Paulo de Tarso enfatizou a transformação como requisito para o discipulado quando escreveu que os discípulos não devem "se conformar com este mundo", mas devem "ser transformados pela renovação de suas mentes" para que possam "discernir a vontade de Deus – o que é bom, aceitável e perfeito". Portanto, um discípulo não é simplesmente um acumulador de informações ou alguém que apenas muda o comportamento moral em conformidade com os ensinamentos de Jesus Cristo, mas busca uma mudança fundamental em direção à ética de Cristo, incluindo completa devoção a Deus.
Em várias tradições cristãs, o processo de se tornar discípulo é chamado de Imitação de Cristo. Este conceito remonta às epístolas paulinas: "sede imitadores de Deus" (Efésios 5:1) e "sede meus imitadores, como eu sou de Cristo" (1 Coríntios 11:1). A Imitação de Cristo, de Tomás de Kempis, promoveu esse conceito no século XIV.

### A Grande Comissão
Em toda a cristandade, há a prática do proselitismo, fazer novos discípulos. Em Mateus, no início do ministério de Jesus, ao chamar seus primeiros discípulos – Simão Pedro e André – ele diz: "Siga-me, e eu farei de vocês pescadores de homens" (Mateus 4:19). Então, ao final de seu ministério, Jesus institui a Grande Comissão, ordenando a todos os presentes: "Portanto, vão e façam discípulos de todas as nações, batizando-os em nome do Pai, do Filho e do Espírito Santo, e ensinando-os a obedecer a tudo o que eu lhes ordenei" (Mateus 28:19-20a).

### Família e riqueza
Jesus chamou os discípulos a abrir mão de suas riquezas e laços familiares. Em sua sociedade, a família era a fonte de identidade do indivíduo, de modo que renunciar a ela significava tornar-se praticamente "ninguém". Em Lucas 9:58-62, Jesus usa uma metáfora hiperbólica para enfatizar essa questão, e outra em Lucas 14:26: "Se alguém vem a mim e não aborrece a seu pai, e mãe, e mulher, e filhos, e irmãos, e irmãs, e ainda a sua própria vida, não pode ser meu discípulo. Quem não carrega a sua cruz e não me segue, não pode ser meu discípulo." Existem diferentes interpretações desse texto sobre contando o custo.

### Movimento do Discipulado
O "Movimento do Discipulado" (também conhecido como "Movimento de Pastoreio") foi um movimento influente e controverso em algumas igrejas britânicas e americanas que surgiu nas décadas de 1970 e 1980.[carece de fontes?] A doutrina do movimento enfatizava as passagens "uns aos outros" do Novo Testamento e a relação de mentoria prescrita por Paulo em 2 Timóteo 2:2. O movimento foi controverso por ganhar uma reputação de comportamento controlador e abusivo, com ênfase na obediência ao "pastor".[carece de fontes?] Mais tarde, foi denunciado por alguns de seus fundadores, embora formas do movimento continuem até hoje.

### Discipulado radical
Discipulado radical é um movimento em teologia prática que surgiu do anseio de seguir a verdadeira mensagem de Jesus e do descontentamento com o cristianismo tradicional. Cristãos radicais, como Ched Myers e Lee Camp, acreditam que o cristianismo tradicional se afastou de suas origens, especialmente dos ensinamentos de Jesus como dar a outra face e rejeitar o materialismo. O termo radical vem do latim radix, que significa "raiz", referindo-se à necessidade de reorientação constante em direção às verdades fundamentais do discipulado cristão.
Discipulado radical também se refere ao movimento da Reforma Radical, que teve início em Zurique, Suíça, em 1527. Este movimento cresceu, em parte, devido à crença de que os Reformadores Protestantes, como Martinho Lutero, João Calvino e Ulrich Zwingli, não foram longe o suficiente em suas reformas.[carece de fontes?]